# Бейзимівка
Бейзи́мівка — село в Україні, у Вільшанській сільській територіальній громаді Житомирського району Житомирської області. Кількість населення становить 637 осіб (2001). У 1923—59 та 1977—2018 роках — адміністративний центр однойменної сільської ради.

## Населення
В другій половині 19 століття село налічувало 68 дворів, мешканців — 580, них православних — 265, римокатоликів — 5 та 10 юдеїв. Станом на 1885 рік мешкало 492 особи, налічувалося 62 дворових господарства.
За переписом населення 1897 року кількість мешканців зросла до 801 особи (387 чоловічої статі та 414 — жіночої), з яких 782 — православної віри.
В кінці 19 століття в селі нараховувалося 137 дворів та 1 009 мешканців, з них: 5 католиків та 10 юдеїв, на 1906 рік — 138 дворів та 826 мешканців.
Кількість населення, станом на 1923 рік, становила 1 129 осіб, кількість дворів — 221.
Відповідно до перепису населення СРСР, на 17 грудня 1926 року чисельність населення становила 1 125 осіб, з них за статтю: чоловіків — 549, жінок — 576; за етнічним складом — всі українці. Кількість домогосподарств — 232, з них, несільського типу — 4.
Відповідно до результатів перепису населення СРСР, кількість населення, станом на 12 січня 1989 року, становила 760 осіб. Станом на 5 грудня 2001 року, відповідно до перепису населення України, кількість мешканців села становила 637 осіб.

## Історія
Згадується в люстрації Житомирського замку 1754 року, як село, що перебувало в посесії Шашкевича, сплачувало 6 злотих і 7,5 грошів до замку та 25 злотих — до скарбу.
В другій половині 19 століття — село Карповецької волості Житомирського повіту, на річці Тетерівці, за 63 версти від Житомира. Мала дерев'яну церкву церкву, приписану до парафії у Волосівці, за 3 версти. Час будови невідомий. При церкві було 26 десятин землі: 2 дес. — садиба, 14 дес. — рілля та 10 дес. — сіножаті. Великим землевласником був Савицький.
Станом на 1885 рік — колишнє власницьке село Карповецької волості Житомирського повіту Волинської губернії існували православна церква, постоялий будинок та водяний млин.
В кінці 19 століття — село Янушпільської волості Житомирського повіту; лежить за 58 верст від Житомира та 5 верст від Чуднова, при впадінні Тетерівки до Тетерева; має філіальну дерев'яну церкву, належить до парафії с. Волосівка. В селі є кахлеве виробництво. Перебуває у власности Савицьких, котрим належить 286 десятин землі та 770 десятин лісу. Раніше належала до Острозької ординації та, разом із Чудновом, була надана у власність князеві Єжи Любомирському.
В 1906 році — село Янушпільської волості (4-го стану) Житомирського повіту Волинської губернії. Відстань до повітового та губернського центру, м. Житомир, становила 74 версти, до волосної управи, в містечку Янушпіль — 12 верст. Найближче поштово-телеграфне відділення розташовувалось в Янушполі.
1923 року включене до складу новоствореної Бейзимівської сільської ради, котра, 7 березня 1923 року, увійшла до складу новоутвореного Янушпільського району Житомирської (згодом — Волинська) округи; адміністративний центр ради. Відстань до районного центру, міст. Янушпіль, становила 12 верст. В складі сільської ради, 17 червня 1925 року, передане до Чуднівського району Бердичівської округи. Відстань до районного центру, міст. Чуднів, становила 9 верст, до окружного центру, в Бердичеві — 40 верст, до найближчої залізничної станції, Чуднів — 5 верст.
5 березня 1959 року, відповідно до рішення Житомирського облвиконкому № 161 «Про ліквідацію та зміну адміністративно-територіального поділу окремих сільських рад області», внаслідок об'єднання сільрад, село передане до складу Бабушківської сільської ради Чуднівського району Житомирської області. В складі сільської ради, 30 грудня 1962 року, передане до Бердичівського району. 5 липня 1965 року, відповідно до рішення Житомирського ОВК № 403 «Про зміни в адміністративно-територіальному поділі Бердичівського, Дзержинського, Любарського, Новоград-Волинського і Радомишльського районів та про об'єднання окремих населених пунктів області», село передане до складу новоствореної Галіївської сільської ради Бердичівського району. 8 грудня 1966 року, в складі ради, повернуте до відновленого Чуднівського району. 17 січня 1977 року, відповідно до рішення ЖОВК № 24 «Про питання адміністративно-територіального поділу окремих районів області», відновлено Бейзимівську сільську раду шляхом перенесення центру Галіївської сільської ради до Бейзимівки з відповідним її перейменуванням.
27 липня 2018 року село увійшло до складу новоствореної Вільшанської сільської територіальної громади Чуднівського району Житомирської області. Від 19 липня 2020 року, разом з громадою, в складі новоутвореного Бердичівського району Житомирської області.

## Відомі люди
- Канавський Прокіп Феодосійович (1896—1978) — народний байкар і читець.
- Мельничук Федір Вікторович (1994—2016) — сержант Збройних сил України, учасник війни на сході України.
- Шпита Павло Васильович (1924—1997) — український радянський письменник, журналіст.